# 요도야바시역
요도바야시역(일본어: 淀屋橋駅、よどやばしえき)은 일본 오사카부 오사카시 주오구에 위치한 오사카 시 교통국 · 게이한 전기 철도의 철도역이다. 오사카 시 교통국 지하철 미도스지 선과 게이한 전기 철도 본선 등 2개의 노선이 운행되고 있다.

## 역 구내

### 오사카시 고속 전기궤도
역 번호는 M 17이며, 섬식 승강장 1면 2선의 구조를 갖춘 지하역이다.
개찰구에서 북쪽 남쪽 중북쪽 중남쪽 네가지가 있습니다
2021년10월 홈 도어 사용 시작
승강시설은 북쪽 개찰구 내에 상행 에스컬레이터와 엘리베이터, 중남 개찰구 내에 엘리베이터, 남쪽 개찰구 내에 상행 에스컬레이터가 있다.

#### 승강장
| 1 | 미도스지 선 | 하행 | 난바 · 덴노지 · 아비코 · 나카모즈 방면         |
| 2 | 미도스지 선 | 상행 | 우메다 · 신오사카 · 에사카 · 미노오카야노 방면 |

- 미도스지선의 혼잡 완화를 위해 이 역이 포함된 정기권이라면 서쪽 옆에 있는 요쓰바시 선의 히고바시역도 이용할 수 있다. 단, 두 역 사이에는 연결 통로가 없어 일단 지상으로 올라가 도사보리도오리를 걸어야 한다.
- 개업 당시부터 쇼와 14년 10월까지 역 남쪽에 '요도야바시 검차 출장소'라는 차고지가 있었다. 이것은 오사카 시영 지하철로서는 최초의 검차소였다.
- 게이한 나카노시마선 오오에바시역과 도보권 내에 있지만, 지하 통로로 연결되어 있지 않다.
- 이 역은 혼마치관구역에 소속되어 있으며, 부관구역장이 관할하고 있다.

#### 화장실
화장실은 북쪽과 남쪽 개찰구 내에 있다.

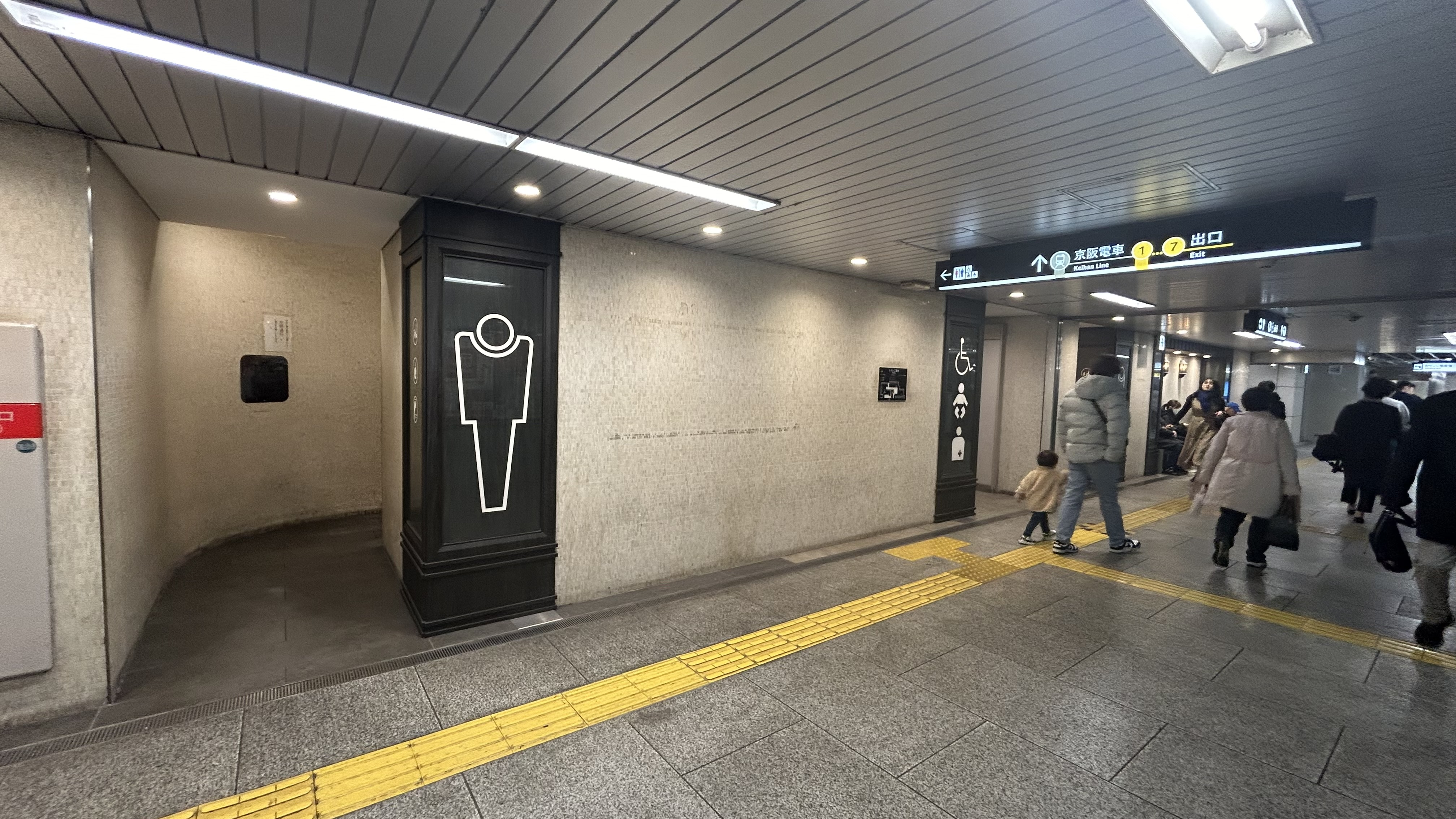
북쪽 개찰구 화장실
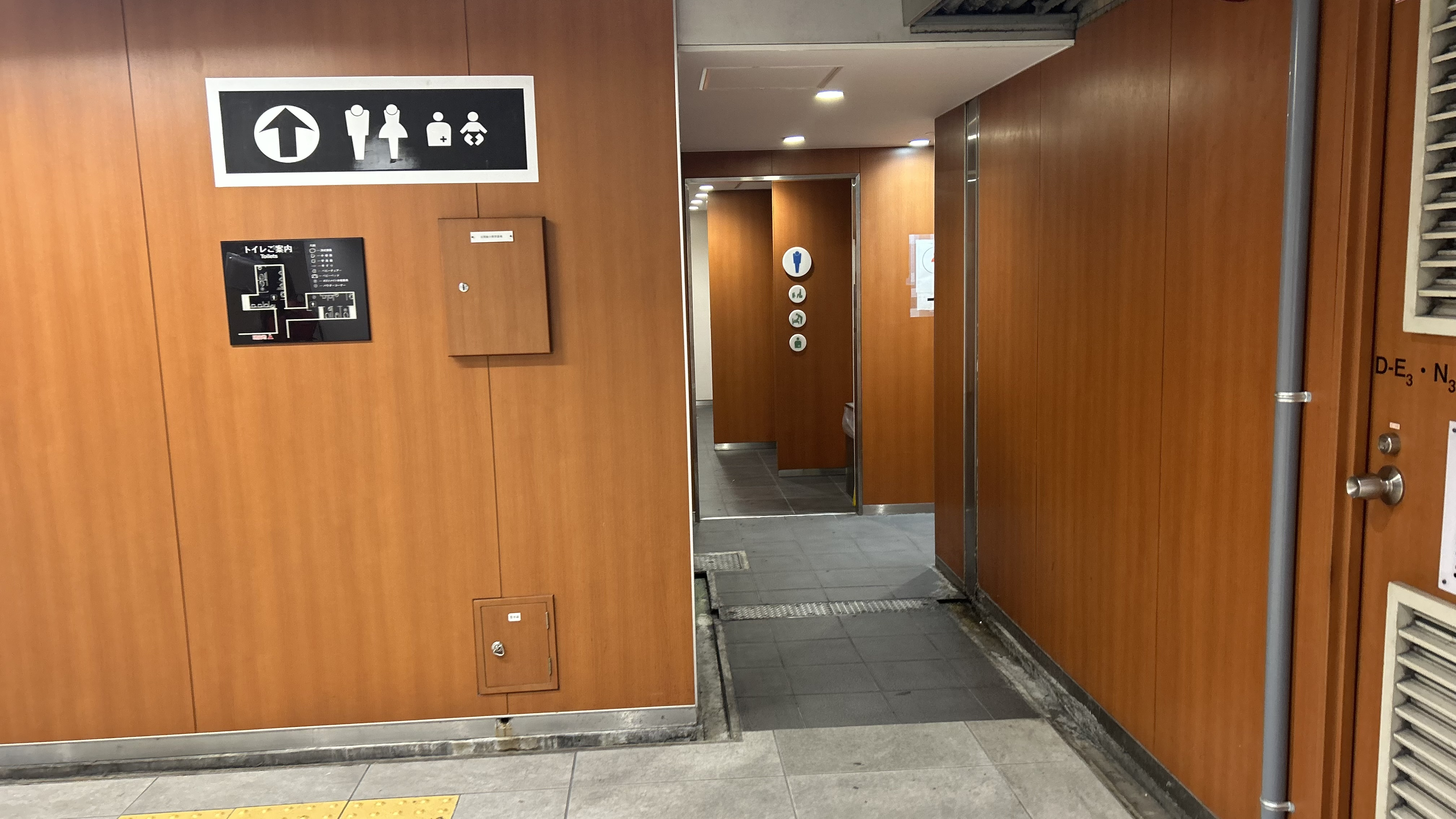
남쪽 개찰구 화장실

#### 출입구

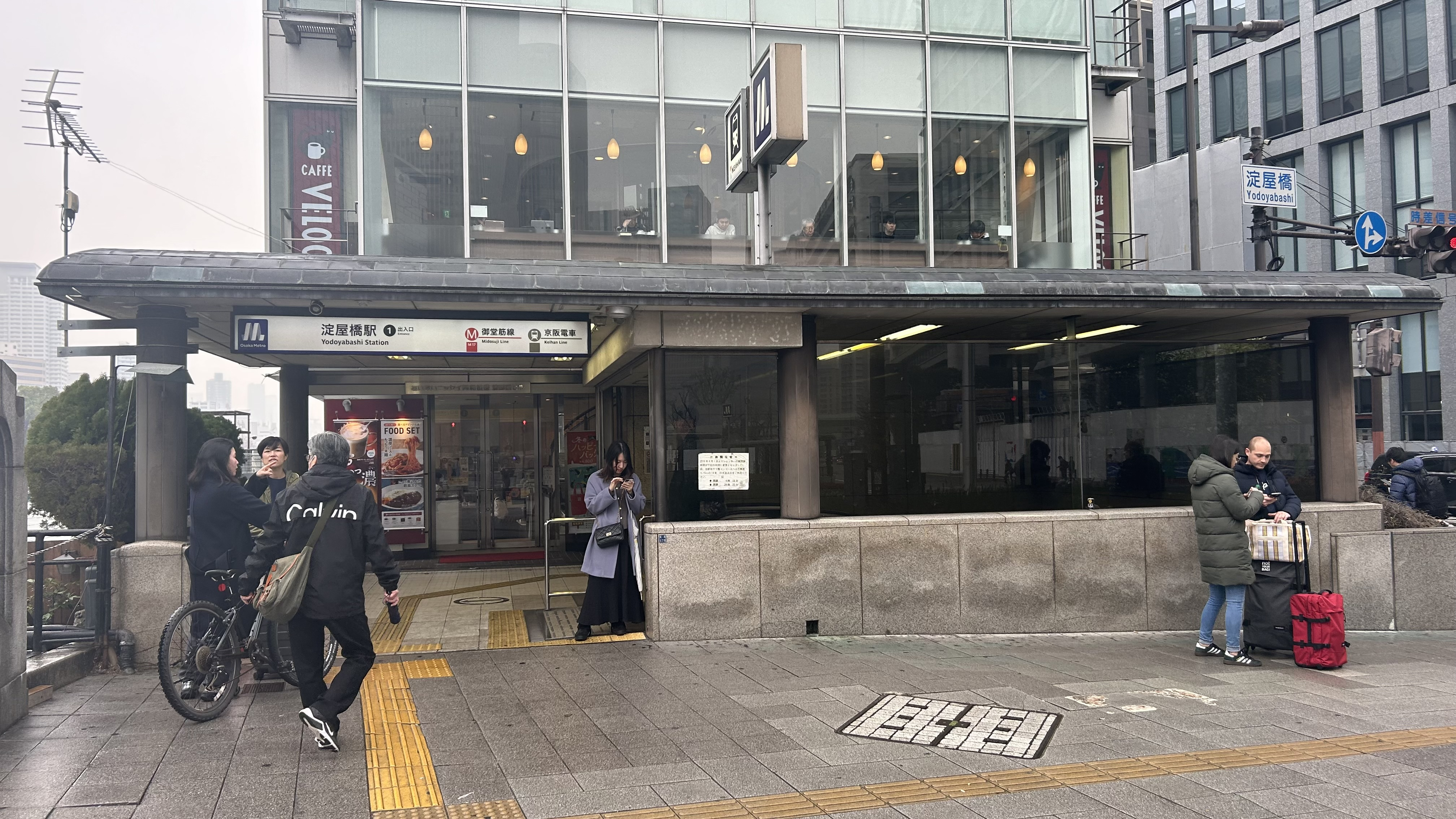
1번 출입구
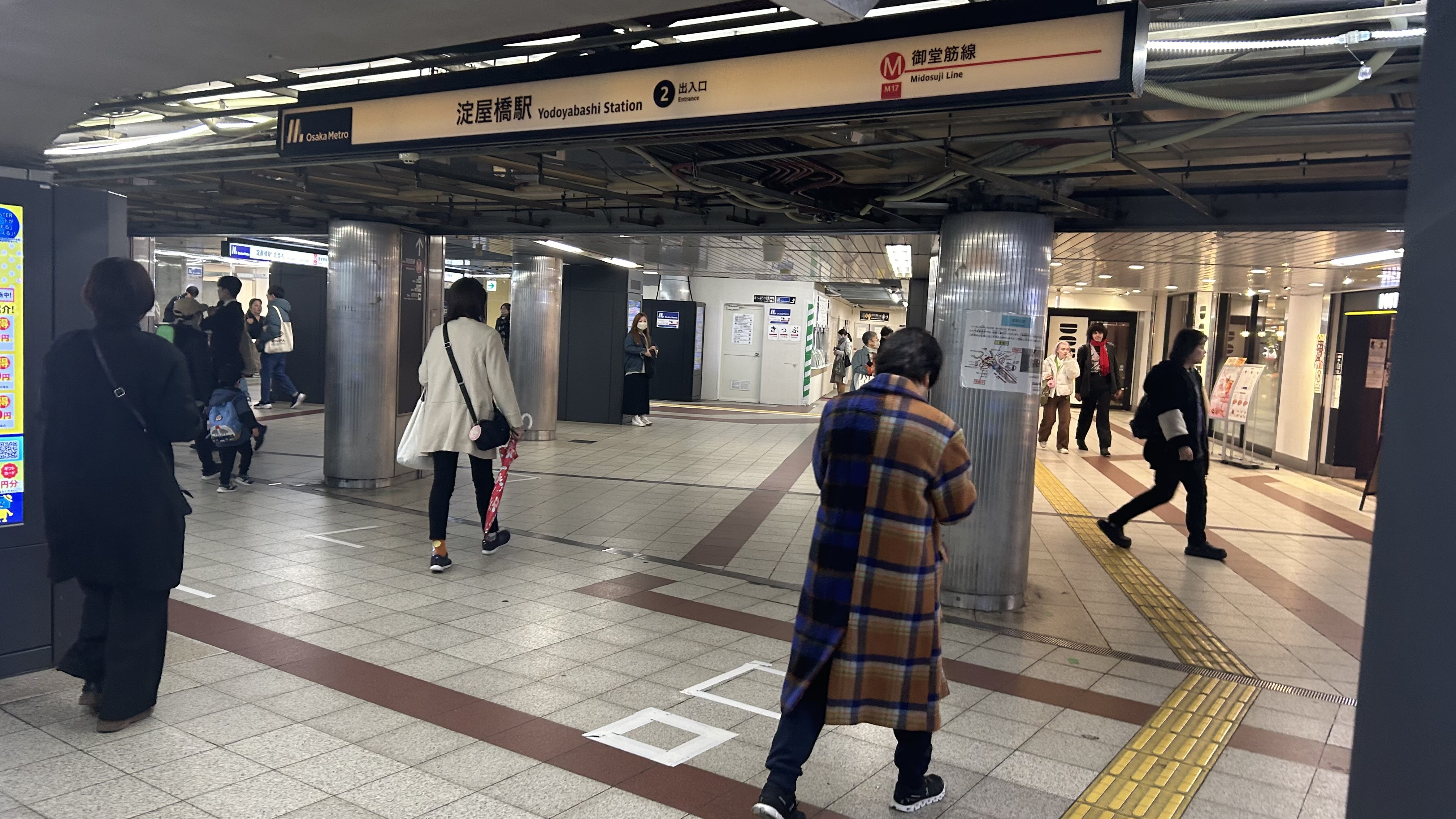
2번 출입구
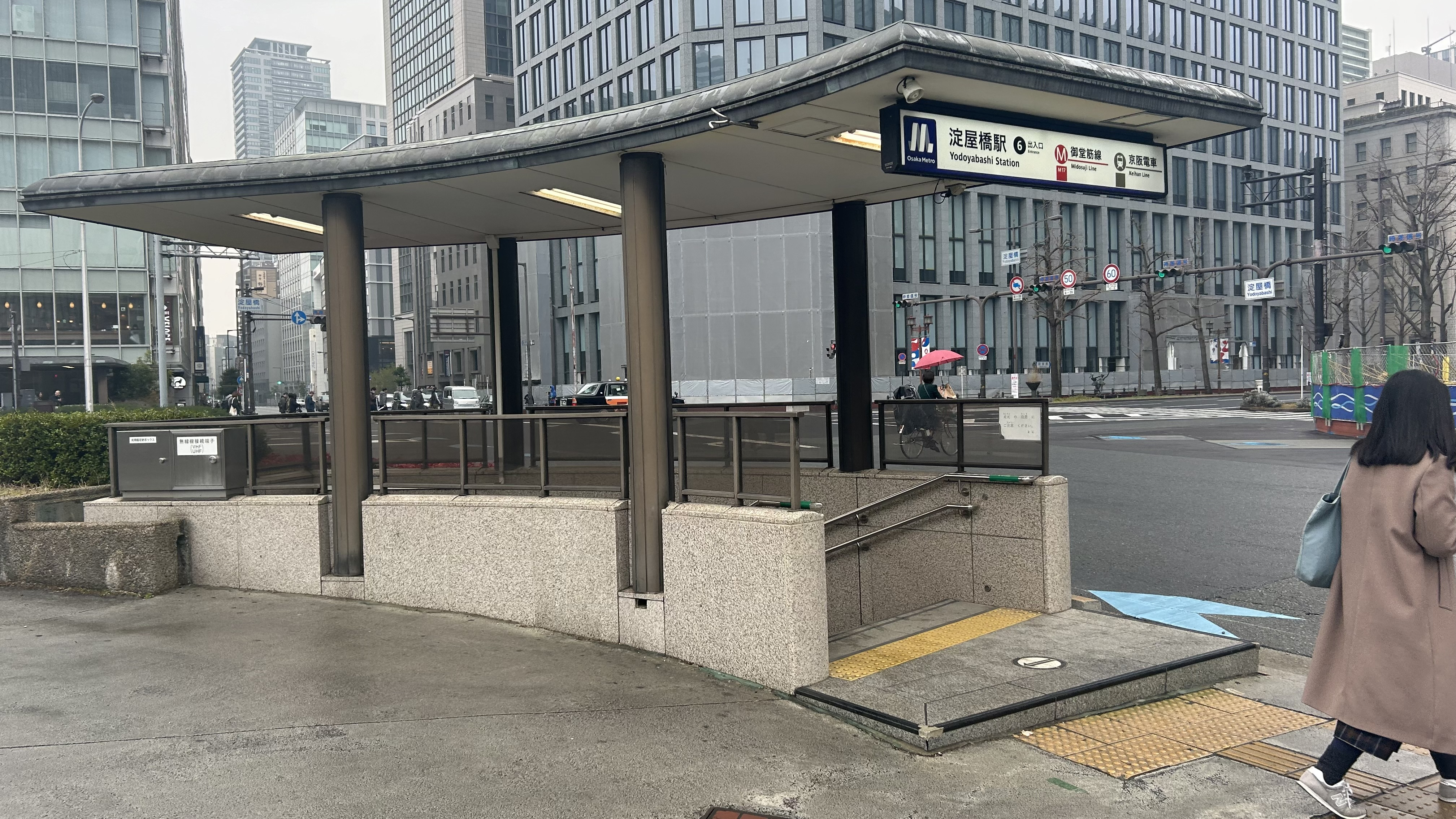
6번 출입구
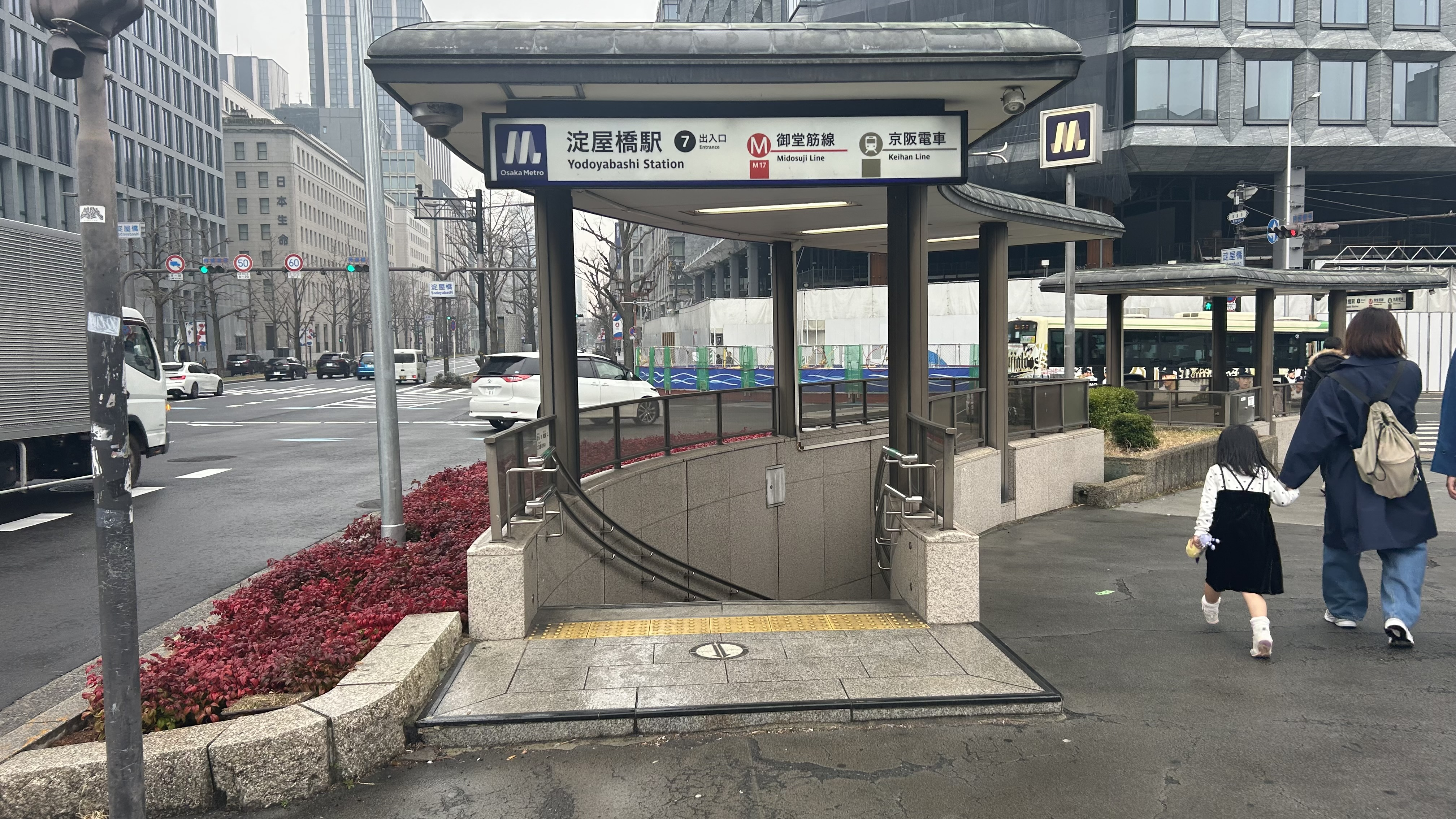
7번 출입구

| 출구 번호 | 출구 주변 | 연결 개찰구             | 비고            |
| --------- | --- | ----------------------- | --------------- |
| 1         | 오사카 시청・요도야바시 교차로 북동・오사카부립 나카노시마 도서관・오사카시 주오 공회당・동양도자기 미술관・나카노시마 공원・도지마 간덴 빌딩・오사카 고등・지방 재판소・오사카 변호사회・미국 영사관・나카노시마선 오에바시역・요도야바시 미나미즈메・검찰청・법무국・일본 은행 | 북쪽 개찰구             |                 |
| 2         | 수상 버스・게이한 본선 요도야바시역 | 북쪽 개찰구             |                 |
| 3         | 스미토모 빌딩・미쓰이스미토모 은행 | 북쪽 개찰구             | 휴업 중         |
| 4         | 스미토모 빌딩・미쓰이스미토모 은행 | 북쪽 개찰구             | 휴업 중         |
| 6         | 게이한 나카노시마선 오에바시역・요도야바시 교차로 북서・요도야 저택 터・일본 은행・페스티벌 홀・페스티벌 플라자・이탈리아 총영사관 | 북쪽 개찰구             |                 |
| 7         | 게이한 나카노시마선 오에바시역・요도야바시 교차로 북서・요도야 저택 터・일본 은행・페스티벌 홀・페스티벌 플라자・이탈리아 총영사관 | 북쪽 개찰구             |                 |
| 8         | 닛세이 빌딩 연결로 입구 | 중북 개찰구 중남 개찰구 |                 |
| 9         | 휴릭 오사카 빌딩 연결로 입구 | 중북 개찰구 중남 개찰구 |                 |
| 10        | 요도야바시 odona 연결로 입구 | 중북 개찰구 중남 개찰구 | 엘리베이터 있음 |
| 11        | | 남쪽 개찰구             | 엘리베이터 있음 |
| 12        | 아사히 생명관 연결통로(아사히생명 홀) | 남쪽 개찰구             |                 |
| 13        | 랜드엑시스타워 연결통로 | 남쪽 개찰구             | 엘리베이터 있음 |

- 1번 출입구
- 2번 출입구
- 6번 출입구
- 7번 출입구

### 게이한 전기 철도
역 번호는 KH 01이며, 섬식 승강장 1면 3선의 구조를 갖춘 지하역이다.

#### 승강장
| 1 | ■ 게이한 본선 | 히라카타시 · 주쇼지마 · 산조 · 데마치야나기      | 평일 시간대는 아침 · 저녁, 토 · 일 시간대는 아침만 사용 |
| 2 | ■ 게이한 본선 | 히라카타시 · 주쇼지마 · 산조 · 데마치야나기 방면 |                                                         |

## 이용 현황
| 연도별 1일 평균 하차 승차 인원 | 연도별 1일 평균 하차 승차 인원 | 연도별 1일 평균 하차 승차 인원 | 연도별 1일 평균 하차 승차 인원 | 연도별 1일 평균 하차 승차 인원 | 연도별 1일 평균 하차 승차 인원 | 연도별 1일 평균 하차 승차 인원 |
| 연도                           | 게이한 전기 철도               | 게이한 전기 철도               | 게이한 전기 철도               | 오사카 시 교통국               | 오사카 시 교통국               | 오사카 시 교통국               |
| 연도                           | 특정일                         | 특정일                         | 1일 평균 승차 인원             | 특정일                         | 특정일                         | 특정일                         |
| 연도                           | 하차 인원                      | 승차 인원                      | 1일 평균 승차 인원             | 조사일                         | 하차 인원                      | 승차 인원                      |
| ------------------------------ | ------------------------------ | ------------------------------ | ------------------------------ | ------------------------------ | ------------------------------ | ------------------------------ |
| 1985년                         | 166,018                        | 87,230                         | 96,884                         | 11/12                          | 276,100                        | 134,951                        |
| 1986년                         | -                              | -                              | 97,657                         | -                              | -                              | -                              |
| 1987년                         | 181,709                        | 93,220                         | 97,241                         | 11/10                          | 291,713                        | 142,257                        |
| 1988년                         | -                              | -                              | 101,730                        | -                              | -                              | -                              |
| 1989년                         | -                              | -                              | 102,858                        | -                              | -                              | -                              |
| 1990년                         | 187,099                        | 96,166                         | 108,307                        | 11/6                           | 288,465                        | 141,738                        |
| 1991년                         | -                              | -                              | 116,141                        | -                              | -                              | -                              |
| 1992년                         | 191,857                        | 99,067                         | 105,887                        | -                              | -                              | -                              |
| 1993년                         | -                              | -                              | 106,038                        | -                              | -                              | -                              |
| 1994년                         | -                              | -                              | 105,067                        | -                              | -                              | -                              |
| 1995년                         | 182,423                        | 94,361                         | 105,264                        | 2/15                           | 261,296                        | 126,841                        |
| 1996년                         | -                              | -                              | 101,456                        | -                              | -                              | -                              |
| 1997년                         | -                              | -                              | 94,785                         | -                              | -                              | -                              |
| 1998년                         | 146,397                        | 76,837                         | 91,342                         | 11/10                          | 233,092                        | 112,669                        |
| 1999년                         | -                              | -                              | 81,561                         | -                              | -                              | -                              |
| 2000년                         | 140,525                        | 72,808                         | 79,734                         | -                              | -                              | -                              |
| 2001년                         | -                              | -                              | 76,201                         | -                              | -                              | -                              |
| 2002년                         | 134,614                        | 69,926                         | 74,203                         | -                              | -                              | -                              |
| 2003년                         | 129,582                        | 67,625                         | 72,815                         | -                              | -                              | -                              |
| 2004년                         | 132,034                        | 68,795                         | 71,702                         | -                              | -                              | -                              |
| 2005년                         | 131,214                        | 68,391                         | 71,678                         | -                              | -                              | -                              |
| 2006년                         | 126,320                        | 65,900                         | 69,178                         | -                              | -                              | -                              |
| 2007년                         | 126,934                        | 66,076                         | 68,216                         | 11/13                          | 227,592                        | 109,890                        |
| 2008년                         | 111,276                        | 58,552                         | 67,724                         | 11/11                          | 225,766                        | 109,575                        |
| 2009년                         | 106,225                        | 56,005                         | 66,318                         | 11/10                          | 224,493                        | 109,955                        |
| 2010년                         | 105,680                        | 56,664                         | 57,441                         | 11/9                           | 214,494                        | 104,295                        |
| 2011년                         | 103,371                        | 54,799                         | 57,517                         | 11/8                           | 207,493                        | 103,198                        |
| 2012년                         | 103,648                        | 54,801                         | 56,242                         | 11/13                          | 213,355                        | 104,580                        |
| 2013년                         | 104,146                        | 55,191                         | 57,243                         | 11/19                          | 213,150                        | 103,439                        |
| 2014년                         | 107,763                        | 56,918                         | 58,265                         | 11/11                          | 218,767                        | 106,154                        |
| 2015년                         | 107,326                        | 56,320                         | 59,759                         | 11/17                          | 228,099                        | 111,404                        |
| 2016년                         | -                              | -                              | -                              | 11/8                           | 226,797                        | 111,404                        |

## 역 주변
- 니혼 생명 보험 본점
- 후지이 종합 연구소 본사
- 오사카 시청
- 오에바시 역

## 인접 역
| ■ 오사카 메트로 미도스지선 | ■ 오사카 메트로 미도스지선     | ■ 오사카 메트로 미도스지선       |
| -------------------------- | ------------------------------ | -------------------------------- |
| M 16 우메다 에사카 방면    | 오사카 시영 지하철 미도스지 선 | 혼마치 M 18 나카모즈 방면        |
| 게이한 전기 철도 본선      |                                |                                  |
| 시·종착역                  | ■ 게이한 전기 철도 본선        | 기타하마 KH 02 데마치야나기 방면 |